# Валуа (династія)
Валуа́ (фр. Valois) — династія королів Франції, гілка дому Капетингів. Свою назву отримала від титулу графа де Валуа, який носив засновник цієї гілки, Карл Французький, граф де Валуа.
Представники династії Валуа займали французький престол з 1328 по 1589 рік, коли її змінила молодша гілка Капетінгського дому, династія Бурбонів.

## Графи де Валуа
Основна стаття: Графи і герцоги де Валуа
Першими графами де Валуа були представники дому де Валуа-Векс-Ам'єн (молодшої лінії династії Капетингів, один з яких був одружений з овдовілою королевою Франції, Анною Ярославною). Останній з цього роду пішов у ченці і графство Валуа перейшло до чоловіка його сестри, графу Герберту IV де Вермандуа, з дому Гербертінів, що походив від молодшої лінії династії Каролінгів. Їхня донька-спадкоємиця вийшла заміж за Гуго, сина короля Генріха I Французького, і принесла йому в придане графства Валуа і Вермандуа. Від цього шлюбу походив рід капетінгських графів де Вермандуа, що припинився в 6-му поколінні, після чого графство Валуа було приєднано королем Філіпом II Августом до корони (1215).
Король Філіп III Сміливий передав в 1285 році збільшене графство Валуа своєму синові Карлу. Цей Карл, граф Валуа, брат короля Філіппа IV Красивого, був родоначальником дому Валуа, а його син Філіп VI, вступивши на французький престол, заснував королівську династію Валуа. Папа Мартин V в 1280 році дарував графу Карлу де Валуа Арагонське королівство, від якого він, однак, відмовився в 1290 році. Перший шлюб доставив йому графства Анжу і Мен. На підставі прав другої дружини, Катерини де Куртене, він прийняв титул імператора Константинопольського. Карл брав діяльну участь у справах протягом усього царювання свого брата і помер в 1325 році в Ножані.

## Династія Валуа
Після того, як три сина Філіппа IV Красивого померли, не залишивши потомства чоловічої статі, на французький престол у 1328 році вступив старший син Карла де Валуа, — Філіп VI Французький, як найближчий нащадок Капетингів. Це піднесення дому Валуа було причиною довгих воєн між Англією і Францією (див. Столітня війна). Філіп VI мав 2 синів: Івана (майбутнього Іоанна II Доброго) і Філіппа ; останній в 1375 році був оголошений графом Валуа і герцогом Орлеанським, але помер без потомства. У Іоанна Доброго, що царював з 1350 по 1364 рік було 4 сини, в тому числі наступник його, Карл V, і бургундський герцог Філіпп Сміливий, який став засновником молодшого Бургундського дому. Карл V († 1380) мав двох синів Карла VI і принца Людовика.

### Орлеанська гілка
Принц Людовик отримав титул і землі герцога Орлеанського і графа Ангулемського і Валуа. При ньому графство Валуа в 1406 році було зроблено герцогством-перством. Людовик, відомий в історії під назвою герцога Орлеанського, під час нещасного царювання свого брата Карла VI сперечався про владу з герцогом Бургундським і був убитий в 1407 р. Його онук Людовик, герцог Валуа і Орлеанський, після бездітної смерті останнього представника старшої лінії Валуа, Карла VIII (після Карла VI царював син його, Карл VII, якому успадковував син його Людовик XI, батько Карла VIII), вступив на престол під ім'ям Людовика XII (1498 р.) і таким чином поєднав Валуа з короною. Згодом неодноразово Валуа було дароване принцам дому Валуа, потім династії Бурбонів, але завжди в поєднанні з герцогством Орлеанським. Орлеанський дім втратив герцогський титул Валуа тільки під час Революції 1789 року, але частково зберіг з'єднані з титулом землі.

### Ангулемська гілка
Молодший син знищеного в 1407 році герцога Орлеанського I Валуа, Іоанн, граф Ангулемський, мав сина Карла, у якого, у свою чергу, був син, який вступив на французький престол, після бездітної смерті Людовика XII, під іменем Франциска I (1515). Син його, Генріх II, мав чотирьох синів, з яких троє царювали (Франциск II, Карл IX, Генріх III), а четвертий був герцогом Алансонським (пізніше — Анжуйським); ніхто з них не залишив законного потомства, і французький престол перейшов, після вбивства Генріха III (1589 р.), до Генріха IV, представника дому Бурбонів, що також походив від Капетингів. Сестра останніх королів з дому Валуа, Маргарита де Валуа, розведена дружина Генріха IV, померла в 1615 році, як останній закононароджений нащадок дому Валуа.

## Гілки дому Валуа
- Старша лінія. Відбувається від короля Філіппа VI, старшого сина Карла, графа де Валуа. Згасла в 1498 році.
- Гілка герцогів Алансонський. Походить від Карла II, молодшого сина Карла, графа де Валуа. Згасла в 1525 році.
- Гілка герцогів Анжуйських . Походить від Людовика, другого сина короля Іоанна II Доброго. Згасла в 1481 році.
- Гілка герцогів Беррійський . Походить від Жана, третього сина короля Іоанна II Доброго. Згасла в 1416 році.
- Гілка герцогів Бургундських . Походить від Філіппа Безстрашного, четвертого сина короля Іоанна II Доброго. Згасла в 1477. Ця гілка мала дві під-гілки:
*Гілка герцогів Брабантських . Походить від Антуана, сина Пилипа Безстрашного. Згасла в 1430 році;
*Гілка графів Неверський . Походить від Філіппа, сина Пилипа Безстрашного. Згасла в 1491 році.
- Гілка герцогів Орлеанський . Походить від Людовика, другого сина короля Карла V Мудрого. Згасла в 1515 році. Ця гілка мала одну під-гілку:
*Гілка графів Ангулемських . Походить від Жана, другого сина Людовика. Згасла в 1589 році.

### Бастарди
Крім того, з дому Валуа відбувалося кілька незаконних гілок:
- Гілку герцогів Лонгвіль , походить від графа Жана де Дюнуа, згасла наприкінці XVII століття, остання представниця — Марія Немурська;
- Гілку герцогів Ангулемських , походить від Карла де Валуа, герцога Ангулемський, позашлюбного сина короля Карла IX і Марі Туше.
- Занепала гілка де  Валуа-Сен-Ремі , походить від позашлюбного сина Генріха II, найвідоміша представниця — авантюристка Жанна Ламотт.

## Список королів з династії Валуа (1328—1589)

### Старша лінія (1328—1498)
| Портрет | Ім'я                   | Дати правління                   |
| ------- | ---------------------- | -------------------------------- |
|         | Філіп VI               | 1 лютого 1328 — 22 серпня 1350   |
|         | Іоанн II Добрий        | 22 серпня 1350 — 8 квітня 1364   |
|         | Карл V Мудрий          | 8 квітня 1364 — 16 вересня 1380  |
|         | Карл VI Божевільний    | 16 вересня 1380 — 21 жовтня 1422 |
|         | Карл VII Переможний    | 21 жовтня 1422 — 22 липня 1461   |
|         | Людовик XI Розсудливий | 22 липня 1461 — 30 серпня 1483   |
|         | Карл VIII Люб'язний    | 30 серпня 1483 — 7 квітня 1498   |

### Орлеанська гілка династії Валуа (1498—1515)
| Портрет | Ім'я                      | Дати правління               |
| ------- | ------------------------- | ---------------------------- |
|         | Людовик XII Батько Народу | 7 квітня 1498 — 1 січня 1515 |

### Ангулемська гілка династії Валуа (1515—1589)
| Портрет | Ім'я        | Дати правління                  |
| ------- | ----------- | ------------------------------- |
|         | Франциск I  | 1 січня 1515 — 31 березня 1547  |
|         | Генріх II   | 31 березня 1547 — 10 липня 1559 |
|         | Франциск II | 10 липня 1559 — 5 грудня 1560   |
|         | Карл IX     | 5 грудня 1560 — 30 травня 1574  |
|         | Генріх III  | 30 травня 1574 — 2 серпня 1589  |